# 絶対音楽
絶対音楽（ぜったいおんがく、英語: absolute music, ドイツ語: absolute Musik, フランス語: musique pure）とは、19世紀の標題音楽に対する用語で、音楽外的な要素と直接結び付かない器楽曲を指す。例えば、文学的な物語、視覚的な絵画などの「標題 program」を描写せず、舞曲のような実用性とも結び付かない音楽などが含まれる。